# Болгария на зимних Олимпийских играх 2018
Болгария на зимних Олимпийских играх 2018 года была представлена 21 спортсменом в 3 видах спорта. Последний раз больше 20 спортсменов представляли Болгарию на играх 2006 года в Турине. На церемонии открытия Игр право нести национальный флаг было доверено победителю этапов Кубка мира сноубордисту Радославу Янкову, а на церемонии закрытия — лыжнику Йордану Чучуганову, который на Играх в Пхёнчхане выступил в трёх дисциплинах. По итогам соревнований сборная Болгарии в третий раз подряд осталась без медалей зимних Игр.

## Состав сборной
В заявку сборной Болгарии для участия в Играх 2018 года вошёл 21 спортсменов (12 мужчин и 9 женщин), которые выступят в 6 олимпийских дисциплинах.
 Биатлон
1. Красимир Анев
2. Димитр Герджиков
3. Владимир Илиев
4. Антон Синапов
5. Эмилия Йорданова
6. Даниэла Кадева
7. Стефани Попова
8. Десислава Стоянова
9. Милена Тодорова

 Горнолыжный спорт
1. Камен Златков
2. Альберт Попов
3. Мария Киркова

 Лыжные гонки
1. Веселин Цинзов
2. Йордан Чучуганов
3. Антония Григорова

 Прыжки на лыжах с трамплина
1. Владимир Зографски

 Санный спорт
1. Павел Ангелов

 Сноуборд
1. Радослав Янков
2. Александра Жекова
3. Теодора Пенчева

Также на Игры был заявлен биатлонист Михаил Клечеров, однако он не выступил ни в одной из дисциплин олимпийской программы.

## Результаты соревнований

### Биатлон
Большинство олимпийских лицензий на Игры 2018 года были распределены по результатам выступления стран в зачёт Кубка наций в рамках Кубка мира 2016/2017. По его результатам мужская сборная Болгарии заняла 11-е место, благодаря чему заработала 5 олимпийских лицензий, а женская сборная, занявшая 19-е место также получила право заявить для участия в соревнованиях 5 спортсменок. При этом в одной дисциплине страна может выставить не более четырёх биатлонистов.
Мужчины
| Соревнование         | Спортсмены                                                  | Стрельба                       | Время                 | Место         | Отставание          |
| -------------------- | ----------------------------------------------------------- | ------------------------------ | --------------------- | ------------- | ------------------- |
| спринт               | Красимир Анев                                               | 1+1                            | 25:08,8               | 37            | +1:30,0             |
| спринт               | Владимир Илиев                                              | 0+4                            | 25:42,7               | 54            | +2:03,9             |
| спринт               | Антон Синапов                                               | 2+1                            | 25:47,9               | 56            | +2:09,1             |
| спринт               | Димитр Герджиков                                            | 2+2                            | 26:47,9               | 81            | +3:09,1             |
| гонка преследования  | Красимир Анев                                               | 0+0+3+2                        | 37:57,9               | 45            | +5:06,2             |
| гонка преследования  | Владимир Илиев                                              | 1+3+2+1                        | 38:08,7               | 46            | +5:17,0             |
| гонка преследования  | Антон Синапов                                               | 0+1+3+4                        | 40:49,1               | 60            | +7:57,4             |
| индивидуальная гонка | Владимир Илиев                                              | 0+1+1+1                        | 50:25,9               | 19            | +2:22,1             |
| индивидуальная гонка | Красимир Анев                                               | 0+0+0+1                        | 50:41,8               | 25            | +2:38,0             |
| индивидуальная гонка | Димитр Герджиков                                            | 2+0+1+0                        | 52:12,0               | 43            | +4:08,2             |
| индивидуальная гонка | Антон Синапов                                               | 0+2+0+3                        | 54:48,4               | 71            | +6:44,6             |
| эстафета 4×7,5 км    | Красимир Анев Антон Синапов Димитр Герджиков Владимир Илиев | 3+13 0+0 1+3 0+2 0+2 1+3 1+3 — | LAP 19:59,9 19:52,2 — | 16 13 14 16 — | — +1:36,3 +2:17,5 — |

Женщины
| Соревнование         | Спортсмены                                                        | Стрельба                            | Время                                     | Место       | Отставание                      |
| -------------------- | ----------------------------------------------------------------- | ----------------------------------- | ----------------------------------------- | ----------- | ------------------------------- |
| спринт               | Эмилия Йорданова                                                  | 1+0                                 | 23:50,0                                   | 60          | +2:43,8                         |
| спринт               | Даниэла Кадева                                                    | 2+1                                 | 24:39,2                                   | 72          | +3:33,0                         |
| спринт               | Денислава Стоянова                                                | 2+3                                 | 24:54,3                                   | 76          | +3:48,1                         |
| спринт               | Милена Тодорова                                                   | 1+1                                 | 25:33,6                                   | 84          | +4:27,4                         |
| гонка преследования  | Эмилия Йорданова                                                  | 2+1+3+0                             | 37:04,3                                   | 55          | +6:29,0                         |
| индивидуальная гонка | Даниэла Кадева                                                    | 0+0+1+2                             | 46:52,7                                   | 53          | +5:45,5                         |
| индивидуальная гонка | Стефани Попова                                                    | 1+0+2+2                             | 50:20,3                                   | 77          | +9:13,1                         |
| индивидуальная гонка | Десислава Стоянова                                                | 2+2+2+1                             | 50:25,9                                   | 79          | +9:18,7                         |
| индивидуальная гонка | Эмилия Йорданова                                                  | 4+0+1+1                             | 50:56,3                                   | 82          | +9:49,1                         |
| эстафета 4×6 км      | Эмилия Йорданова Даниэла Кадева Стефани Попова Денислава Стоянова | 2+9 0+0 1+3 0+0 0+1 1+3 0+1 0+0 0+1 | 1:14:38,0 18:24,4 18:33,2 19:27,6 18:12,8 | 16 13 17 16 | +2:34,6 +1:35,4 +2:06,5 +2:34,6 |

Смешанная эстафета
| Соревнование       | Спортсмены                                                   | Стрельба                        | Время                                      | Место       | Отставание                              |
| ------------------ | ------------------------------------------------------------ | ------------------------------- | ------------------------------------------ | ----------- | --------------------------------------- |
| смешанная эстафета | Эмилия Йорданова Даниэла Кадева Красимир Анев Владимир Илиев | 0+1 0+0 0+2 0+1 0+1 0+3 0+3 0+0 | 1:12:31,7 116:49,9 17:46,0 18:56,2 18:59,6 | 17 15 16 17 | +3:57,4 +1:05,8 +2:47,3 +3:28,8 +3:57,4 |

### Лыжные виды спорта

#### Горнолыжный спорт
Квалификация спортсменов для участия в Олимпийских играх осуществлялась на основании специального квалификационного рейтинга FIS по состоянию на 21 января 2018 года. При этом НОК для участия в Олимпийских играх мог выбрать только того спортсмена, который вошёл в топ-500 олимпийского рейтинга в своей дисциплине, и при этом имел определённое количество очков, согласно квалификационной таблице. Страны, не имеющие участников в числе 500 сильнейших спортсменов, могли претендовать только на квоты категории «B» в технических дисциплинах. По итогам квалификационного отбора сборная Болгарии завоевала две олимпийские лицензии категории «A», а после перераспределения квот получила ещё одну.
Мужчины
| Соревнование      | Спортсмены    | Скоростной спуск/ 1 спуск | Скоростной спуск/ 1 спуск | Слалом/ 2 спуск      | Слалом/ 2 спуск      | Всего                | Место                | Отставание           |
| Соревнование      | Спортсмены    | Время                     | Место                     | Время                | Место                | Всего                | Место                | Отставание           |
| ----------------- | ------------- | ------------------------- | ------------------------- | -------------------- | -------------------- | -------------------- | -------------------- | -------------------- |
| слалом            | Камен Златков | DNF                       | DNF                       | завершил выступление | завершил выступление | завершил выступление | завершил выступление | завершил выступление |
| слалом            | Альберт Попов | DNF                       | DNF                       | завершил выступление | завершил выступление | завершил выступление | завершил выступление | завершил выступление |
| гигантский слалом | Альберт Попов | 1:12,39                   | 34                        | 1:11,21              | 22                   | 2:23,60              | 28                   | +5,56                |
| гигантский слалом | Камен Златков | 1:17,65                   | 59                        | DNF                  | DNF                  | —                    | —                    | —                    |

Женщины
| Соревнование      | Спортсмены    | Скоростной спуск/ 1 спуск | Скоростной спуск/ 1 спуск | Слалом/ 2 спуск | Слалом/ 2 спуск | Всего   | Место | Отставание |
| Соревнование      | Спортсмены    | Время                     | Место                     | Время           | Место           | Всего   | Место | Отставание |
| ----------------- | ------------- | ------------------------- | ------------------------- | --------------- | --------------- | ------- | ----- | ---------- |
| слалом            | Мария Киркова | 54,87                     | 41                        | 54,14           | 35              | 1:49,01 | 35    | +10,38     |
| гигантский слалом | Мария Киркова | 1:18,39                   | 46                        | 1:14,38         | 37              | 2:32,77 | 40    | +12,75     |

#### Лыжные гонки
Квалификация спортсменов для участия в Олимпийских играх осуществлялась на основании специального квалификационного рейтинга FIS по состоянию на 21 января 2018 года. Для получения олимпийской лицензии категории «A» спортсменам необходимо было набрать максимум 100 очков в дистанционном рейтинге FIS. При этом каждый НОК может заявить на Игры 1 мужчину и 1 женщины, если они выполнили квалификационный критерий «B», по которому они смогут принять участие в спринте и гонках на 10 км для женщин или 15 км для мужчин. По итогам квалификационного отбора сборная Болгарии завоевала 3 олимпийские лицензии.
Мужчины
Дистанционные гонки
| Соревнование              | Спортсмены       | Результат | Место | Отставание |
| ------------------------- | ---------------- | --------- | ----- | ---------- |
| 15 км свободным стилем    | Веселин Цинзов   | 36:17,3   | 36    | +2:33,4    |
| 15 км свободным стилем    | Йордан Чучуганов | 40:39,6   | 95    | +6:55,7    |
| 50 км классическим стилем | Веселин Цинзов   | DNF       | —     | —          |

Спринт
| Соревнование     | Спортсмены                      | Квалификация  | Квалификация  | Четвертьфинал        | Четвертьфинал        | Четвертьфинал        | Полуфинал            | Полуфинал            | Полуфинал            | Финал                | Финал                | Итоговое место |
| Соревнование     | Спортсмены                      | Результат     | Место         | Заезд                | Результат            | Место                | Заезд                | Результат            | Место                | Результат            | Место                | Итоговое место |
| ---------------- | ------------------------------- | ------------- | ------------- | -------------------- | -------------------- | -------------------- | -------------------- | -------------------- | -------------------- | -------------------- | -------------------- | -------------- |
| спринт           | Веселин Цинзов                  | 3:28,19       | 59            | завершил выступление | завершил выступление | завершил выступление | завершил выступление | завершил выступление | завершил выступление | завершил выступление | завершил выступление | 59             |
| спринт           | Йордан Чучуганов                | 3:32,62       | 68            | завершил выступление | завершил выступление | завершил выступление | завершил выступление | завершил выступление | завершил выступление | завершил выступление | завершил выступление | 68             |
| командный спринт | Веселин Цинзов Йордан Чучуганов | не проводится | не проводится | не проводится        | не проводится        | не проводится        | 1                    | 17:38,26             | 12                   | завершили выступлени | завершили выступлени | 23             |

Женщины
Дистанционные гонки
| Соревнование           | Спортсмены        | Результат | Место | Отставание |
| ---------------------- | ----------------- | --------- | ----- | ---------- |
| 10 км свободным стилем | Антония Григорова | 29:32,8   | 66    | +4:32,3    |

Спринт
| Соревнование | Спортсмены        | Квалификация | Квалификация | Четвертьфинал         | Четвертьфинал         | Четвертьфинал         | Полуфинал             | Полуфинал             | Полуфинал             | Финал                 | Финал                 | Итоговое место |
| Соревнование | Спортсмены        | Результат    | Место        | Заезд                 | Результат             | Место                 | Заезд                 | Результат             | Место                 | Результат             | Место                 | Итоговое место |
| ------------ | ----------------- | ------------ | ------------ | --------------------- | --------------------- | --------------------- | --------------------- | --------------------- | --------------------- | --------------------- | --------------------- | -------------- |
| спринт       | Антония Григорова | 3:59,77      | 66           | завершила выступление | завершила выступление | завершила выступление | завершила выступление | завершила выступление | завершила выступление | завершила выступление | завершила выступление | 66             |

#### Прыжки на лыжах с трамплина
Квалификация спортсменов для участия в Олимпийских играх осуществлялась на основании специального квалификационного рейтинга FIS по состоянию на 21 января 2018 года. По итогам квалификационного отбора сборная Болгарии завоевала одну олимпийскую лицензию в мужских соревнованиях.
Мужчины
| Соревнование        | Спортсмены         | Квалификация | Квалификация | Финал     | Финал    | Финал                | Финал                | Финал                | Финал                | Итоговое место |
| Соревнование        | Спортсмены         | Результат    | Место        | 1 прыжок  | 1 прыжок | 2 прыжок             | 2 прыжок             | Всего                | Место                | Итоговое место |
| Соревнование        | Спортсмены         | Результат    | Место        | Результат | Место    | Результат            | Место                | Всего                | Место                | Итоговое место |
| ------------------- | ------------------ | ------------ | ------------ | --------- | -------- | -------------------- | -------------------- | -------------------- | -------------------- | -------------- |
| нормальный трамплин | Владимир Зографски | 118,8        | 17 Q         | 106,8     | 23 Q     | 119,7                | 8                    | 226,5                | 14                   | 14             |
| большой трамплин    | Владимир Зографски | 94,3         | 31 Q         | 105,9     | 35       | завершил выступление | завершил выступление | завершил выступление | завершил выступление | 35             |

#### Сноуборд
По сравнению с прошлыми Играми в программе соревнований произошёл ряд изменений. Вместо параллельного слалома были добавлены соревнования в биг-эйре. Во всех дисциплинах, за исключением мужского сноуборд-кросса, изменилось количество участников соревнований, был отменён полуфинальный раунд, а также в финалах фристайла спортсмены стали выполнять по три попытки. Квалификация спортсменов для участия в Олимпийских играх осуществлялась на основании специального квалификационного рейтинга FIS по состоянию на 21 января 2018 года. Для каждой дисциплины были установлены определённые условия, выполнив которые спортсмены могли претендовать на попадание в состав сборной для участия в Олимпийских играх. По итогам квалификационного отбора сборная Болгарии завоевала две олимпийские лицензии, а после перераспределения получила ещё одну.
Мужчины
Слалом
| Соревнование                   | Спортсмены     | Квалификация | Квалификация | Квалификация | Квалификация | 1/8 финала           | Четвертьфинал        | Полуфинал            | Финал                | Место |
| Соревнование                   | Спортсмены     | Синий курс   | Красный курс | Всего        | Место        | Соперник Результат   | Соперник Результат   | Соперник Результат   | Соперник Результат   | Место |
| ------------------------------ | -------------- | ------------ | ------------ | ------------ | ------------ | -------------------- | -------------------- | -------------------- | -------------------- | ----- |
| параллельный гигантский слалом | Радослав Янков | 43,48        | 42,56        | 1:26,04      | 19           | завершил выступление | завершил выступление | завершил выступление | завершил выступление | 19    |

Женщины
Сноуборд-кросс
| Соревнование   | Спортсмены        | Квалификация | Квалификация   | Квалификация | Четвертьфинал | Четвертьфинал | Полуфинал | Полуфинал | Финал | Итоговое место |
| Соревнование   | Спортсмены        | 1 спуск      | 2 спуск        | Место        | Заезд         | Место         | Заезд     | Место     | Место | Итоговое место |
| -------------- | ----------------- | ------------ | -------------- | ------------ | ------------- | ------------- | --------- | --------- | ----- | -------------- |
| сноуборд-кросс | Александра Жекова | 1:20,23      | не участвовала | 8 Q          | 1             | 1 Q           | 1         | 3 Q       | 6     | 6              |

Слалом
| Соревнование                   | Спортсмены      | Квалификация | Квалификация | Квалификация | Квалификация | 1/8 финала            | Четвертьфинал         | Полуфинал             | Финал                 | Место |
| Соревнование                   | Спортсмены      | Синий курс   | Красный курс | Всего        | Место        | Соперник Результат    | Соперник Результат    | Соперник Результат    | Соперник Результат    | Место |
| ------------------------------ | --------------- | ------------ | ------------ | ------------ | ------------ | --------------------- | --------------------- | --------------------- | --------------------- | ----- |
| параллельный гигантский слалом | Теодора Пенчева | 49,01        | 49,62        | 1:38,63      | 27           | завершила выступление | завершила выступление | завершила выступление | завершила выступление | 27    |

### Санный спорт
Квалификация спортсменов для участия в Олимпийских играх осуществлялась на основании рейтинга Кубка мира FIL по состоянию на 1 января 2018 года. По его результатам сборная Болгарии смогла завоевать одну лицензию в мужских соревнованиях.
Мужчины
| Соревнование | Спортсмены    | 1 заезд   | 1 заезд | 2 заезд   | 2 заезд | 3 заезд   | 3 заезд | 4 заезд              | 4 заезд              | Итоговый результат | Итоговое место | Отставание |
| Соревнование | Спортсмены    | Результат | Место   | Результат | Место   | Результат | Место   | Результат            | Место                | Итоговый результат | Итоговое место | Отставание |
| ------------ | ------------- | --------- | ------- | --------- | ------- | --------- | ------- | -------------------- | -------------------- | ------------------ | -------------- | ---------- |
| одиночки     | Павел Ангелов | 51,569    | 37      | 49,449    | 36      | 50,094    | 39      | завершил выступление | завершил выступление | 2:31,112           | 37             | —          |